# Kurian Vayalunkal
Kurian Vayalunkal est un prélat catholique indien, nonce apostolique en Papouasie-Nouvelle-Guinée (en) et aux îles Salomon (en) de 2016 à 2020, en Algérie et en Tunisie de 2021 à 2025, puis au Chili (en) depuis 2025.

## Biographie

### Enfance
Kurian Mathew Vayalunkal est né à Vadavathoor, dans le district de Kottayam, situé dans l’État du Kerala, en Inde, le 4 août 1966. Il est l’aîné d'une famille de quatre garçons.

### Études
Il est élève au séminaire mineur St Stanislas de Kottayam, puis au séminaire pontifical St Joseph de l’Église syro-malabare, à Aluva. En 1994, il part à Rome pour poursuivre ses études. Il est étudiant à l’Université pontificale de la Sainte-Croix, où il obtient un doctorat en droit canonique en 1998. Dans le même temps, il étudie à l’Académie pontificale ecclésiastique.

### Prêtre
Le 26 décembre 1991, il est ordonné prêtre pour l’Archéparchie syro-malabare de Kottayam (en) par son archevêque Kuriakose Kunnacherry (en). Il est successivement affecté dans plusieurs paroisses de son diocèse d’incardination. Il entre au service diplomatique du Saint-Siège le 13 juin 1998 et travaille dans des représentations diplomatiques du Saint-Siège de divers pays. Le 1er juillet 2012, il est transféré de la Hongrie à l’Égypte. 

#### Distinctions
Il a été honoré du titre de chapelain de Sa Sainteté en 2001 par Jean-Paul II, puis de prélat d'honneur en 2011 par Benoît XVI.

### Nonce apostolique
Le 3 mai 2016, il est promu nonce apostolique en Papouasie-Nouvelle-Guinée par François, et reçoit le titre d’archevêque titulaire de Ratiaria (de). Il est consacré le 25 juillet suivant par Mathew Moolakkatt (en), archevêque de Kottayam où il est incardiné, assisté de Michael Fitzgerald, nonce apostolique émérite et de Theodore Mascarenhas (de), évêque auxiliaire de Ranchi,. Le 21 septembre 2016, il est en outre nommé nonce aux Salomon. En 2021, le Pape François le nomme nonce en Algérie, puis en Tunisie un mois plus tard.
Le 15 mars 2025, le pape François le nomme nonce apostolique au Chili (en).